# 郵便体操
郵便体操（ゆうびんたいそう、英語: Gymnastics for postal）は日本郵政グループの各職場で行なわれている体操。

## 概要
1975年（昭和50年）、ラジオ体操を参考に作られた。「その1」と「その2」があるが、2015年時点では主に「その1」が行われている。
体操の内容はラジオ体操の第1と第2を組み合わせアレンジしたものになっている。原則始業開始時に流され全員一斉に行なう。全編ピアノ伴奏と指導の掛け声で構成されている。冒頭は「今日も元気に郵便体操をいたしましょう。」で始まる。なお、部署によってはラジオ体操を行う所もある。
作曲者は小山内たけとも。

## 体操内容
1. 足を軽く横に開いて大きく背伸びの運動
2. 腕を振って腿を引き上げる
3. 腕を横に開いて前後に回す
4. 手を後ろに組んで首を回す
5. 身体を横に曲げる
6. 腕を振って身体を捻る
7. 身体を前後に曲げる
8. 身体を斜め下に曲げる
9. 身体をぐるっと回す
10. 足を曲げ伸ばし
11. 足を戻してその場飛び
12. 腕を前と上に
13. 深呼吸
14. 深呼吸繰り返し

- 体操時間3分41秒（前奏を含む）